# Vesta (foguete)
Vesta, foi o nome atribuído a um foguete de sondagem de origem Francesa. Ele fez parte da segunda geração de foguetes
franceses movidos a combustível líquido. Este modelo foi uma evolução do Véronique, basicamente propondo evoluções sucessivas no seu motor.
Na segunda metade da década de 50, o Laboratoire de Recherches Balistiques et Aeronautiques (LRBA), investiu em estudos para criar um Super-Véronique. Motores
desenvolvendo: 80, 120, 160 e 250 kN foram considerados para foguetes destinados a lançar cargas úteis de 100 kg a altitudes entre 350 e 600 km.

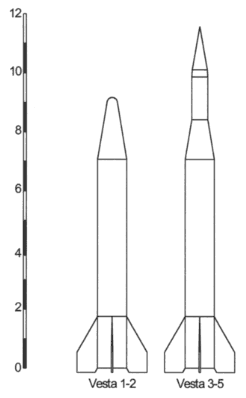
Os modelos do foguete Vesta.

Em 1962, o Centre National d'Études Spatiales (CNES) decidiu pelo desenvolvimento de um novo foguete, o Vesta, usando um motor de 160 kN, movido a
Ácido nítrico e Terebintina, ele media 10,2 m de altura e 1 m de diâmetro e pesava 5.100 kg (sem a carga útil). Esse modelo era capaz de conduzir
uma carga útil de 500 kg a 400 km de altitude.
Depois de dois testes estáticos realizados com o veículo quase completo em 1964, cinco foguetes Vesta foram lançados entre 1965 e 1969 de Hammaguir
e Kourou.